# Satoshi Yoshioka
Satoshi Yoshioka (吉岡 聡 Yoshioka Satoshi?), född 6 juli 1987 i Gunma prefektur, är en japansk före detta fotbollsspelare.
Yoshioka började sin karriär 2006 i Yokohama FC. Efter Yokohama FC spelade han för Thespa Kusatsu och Kataller Toyama. Han avslutade karriären 2008.